# Liga Caixabank
La Liga CaixaBank, anteriormente conocida como Liga Bankia y Circuit Bancaixa, es la liga de escala i corda profesional. En ella se enfrentan diversos equipos de dos o tres jugadores.
Está patrocinada por Caixabank, banco heredero de la actividad comercial de la caja de ahorros local Bancaja, anterior patrocinador de la liga. La primera edición fue disputada en la temporada 1991/92 habiendo participado en ella nombres míticos de este deporte como Sarasol I, Pigat II o Álvaro.
La competición consiste en una vuelta, jugando un partido cada equipo contra los demás totalizando por tanto un total de veintiocho partidas. El ganador de la partida logra tres puntos consiguiendo el perdedor un punto si es capaz de superar los cincuenta tantos. Se clasifican para la segunda fase los seis primeros equipos disputando una nueva liguilla esta vez con 15 partidos. Tras esta se clasifican los cuatro primeros que disputan las semifinales a ida y vuelta y la final.

## Historial
| Temporada | Campeón                          | Subcampeón                      | Resultado | Trinquete |
| --------- | -------------------------------- | ------------------------------- | --------- | --------- |
| 2017-2018 | Pere Roc II – Jesús, Carlos      | Francés, Javi y Bueno           | 60- 50    | Pelayo    |
| 2007-2008 | Genovés II, Sarasol II y Héctor, | Miguel, Grau, Raúl              | 60- 40    | Llíria    |
| 2004-2005 | Mezquita, Tato y Canari          | León y Sarasol II               | 60-55     | Pelayo    |
| 2003-2004 | Mezquita, Tato y Tino            | Sarasol I y Sarasol II          | 60-45     | Pelayo    |
| 2002-2003 | Núñez, Fèlix y Jesús             | Álvaro y Tino                   | 60-35     | Pelayo    |
| 2001-2002 | Álvaro y Tino                    | Cervera y Solaz                 | 60-30     | Pelayo    |
| 2000-2001 | Álvaro y Dani                    | León, Sarasol II y Fèlix        | 60-45     | Pelayo    |
| 1999-2000 | Ribera y Tino y Oñate            | Álvaro, Pascual II y Tato       | 60-35     | Pelayo    |
| 1998-1999 | Sarasol I y Sarasol II           | Pigat II Pigat III y Sanchis    | 60-50     | Pelayo    |
| 1997-1998 | Sarasol I y Sarasol II           | Núñez Voro y Tino               | 60-20     | Pelayo    |
| 1996-1997 | Álvaro, Oñate y Muedra           | Oltra y José María              | 60-30     | Pelayo    |
| 1995-1996 | Pigat II, Pigat III y Serrano    | Álvaro, Solaz y Joaquín         | 60-55     | Pelayo    |
| 1994-1995 | Pigat II, Pigat III y Pepet      | Oltra, Solaz y Tino             | 60-45     | Pelayo    |
| 1993-1994 | Perele I, Perele II y Oltra      | Pigat II, Xatet II y Pepet      | 60-50     | Pelayo    |
| 1992-1993 | Pigat II, Xatet I y Pepet        | Puchol, Sarasol II y Pasqual II | 60-55     | Pelayo    |
| 1991-1992 | Sarasol I y Sarasol II           | Fenollosa, Edi y Tino           | 60-45     | Villareal |